# Bunyambo
Bunyambo (auch Bunyanbo) ist ein Bezirk (Ward) des Distriktes Kibondo in der tansanischen Region Kigoma.

## Geografie
Bunyambo hat eine Fläche von 115,2 Quadratkilometern und liegt im Nordwesten von Tansania, 9 Kilometer westlich der Distrikthauptstadt Kibondo und nur etwa 12 Kilometer von der Grenze zu Burundi entfernt. Bei der Volkszählung 2022 wurden 12.788 Einwohner gezählt.

## Gliederung
Der Gemeinde besteht aus 3 Dörfern (Mtaa) mit 31 Orten (Kitongoji):
| Minyinya - Nyamsoma A - Nyamsoma B - Uwanja Ndege A - Uwanja Ndege B - Bavunja A - Bavunja B - Bustani - Mugoboka - Minyinya - Mlima Ndeneze | Bunyambo - Mtaho A - Mtaho B - Bunyambo - Makingi A - Makingi B - Nyangwa - Mjigojigo - Mrombo - Ntautunze - Nakibhondo | Samvura - Nakibhondo - Nyangwa A - Nyangwa B - Nyamigina - Rutenge - Nyarubogo A - Buyezi - Senjogo - Mguruka - Nyamatore - Samvura |